# Steve Staunton
Stephen "Steve" Staunton, född 19 januari 1969 i Drogheda, är en irländsk tidigare fotbollsspelare och -tränare.
Steve Staunton spelade för Irland mellan 1988 och 2002. Han deltog även för Irland i VM 1990, VM 1994 och VM 2002. Han var förbundskapten för Irlands fotbollslandslag mellan 2006 och 2007 och fick sparken eftersom Irland misslyckades kvala in till EM 2008.

## Klubbar
- 1985–1986 Dundalk
- 1986–1991 Liverpool
- 1987 Bradford City (på lån)
- 1991–1998 Aston Villa
- 1998–2000 Liverpool
- 2000 Crystal Palace (på lån)
- 2000–2003 Aston Villa
- 2003–2005 Coventry City
- 2005–2006 Walsall

## Tränarstatistik
- Irlands landslag
- Spelade matcher: 17
- Vunna matcher: 6
- Oavgjorda matcher: 5
- Förlorade matcher: 6
- Vinstprocent: 35,29%

## Tränaruppdrag
- Walsall 2005–2006(assisterad)
- Irland  2006–2007(förbundskapten)
- Darlington 2009–2010